# Carrie Anne
Carrie Anne är en sång som släpptes på singel av den brittiska popgruppen The Hollies den 26 maj 1967. Låten blev en hit med topplaceringen #3 på den brittiska singellistan. Den blev också en hit i USA, med topplaceringen #9.
Den skrevs av Allan Clarke, Graham Nash och Tony Hicks. Den anses av många vara en av de första poplåtarna utanför den karibiska genren att innehålla solospel på steel pan. Solot börjar två minuter in på inspelningen.
I dokumentären The History of Rock 'N' Roll 1995 förklarade Graham Nash att sången skrevs med Marianne Faithfull i åtanke, men han var för blyg för att använda hennes namn, och titeln ändrades till "påhittade" "Carrie Anne".
Skådespelaren Carrie-Anne Moss namngavs efter låten, som låg på hitlistorna samma år hon föddes.

## Listplaceringar
| Lista (1967)   | Topplacering     |
| -------------- | ---------------- |
| Australien     | 7 (Go Set)       |
| Danmark        | 7 (DR "Top 20")  |
| Finland        | 32               |
| Frankrike      | 75               |
| Irland         | 4                |
| Kanada         | 9                |
| Storbritannien | 3                |
| Nederländerna  | 4                |
| Norge          | 7                |
| Nya Zeeland    | 3 (NZ Listner)   |
| Sverige        | 2 (Kvällstoppen) |
| Sverige        | 1 (Tio i topp)   |
| USA            | 9                |
| Vallonien      | 25               |
| Västtyskland   | 8                |

### Fotnoter
1. ↑  https://www.nme.com/photos/the-girl-in-the-song-the-stories-behind-music-s-great-muses-1406978
2. ↑  ”Listplacering”. Arkiverad från originalet den 29 mars 2007. https://web.archive.org/web/20070329133158/http://www.poparchives.com.au/gosetcharts/1967/19670809.html. Läst 20 mars 2021.
3. ↑  ”Hejmdal, "Ung 67", Listplacering”. https://www2.statsbiblioteket.dk/mediestream/avis/record/doms_aviser_page%3Auuid%3A9414e4eb-6c28-418d-95a1-af2303eb5ded/query/Hejmdal/page/doms_aviser_page%3Auuid%3A9414e4eb-6c28-418d-95a1-af2303eb5ded. Läst 20 mars 2021.
4. ↑  ”Listplacering”. http://suomenlistalevyt.blogspot.com/2015/08/hen-hon.html. Läst 20 mars 2021.
5. ↑  ”Listplacering”. http://www.infodisc.fr/Tubes_Artistes_H.php. Läst 27 februari 2021.
6. ↑  ”Listplacering”. http://irishcharts.ie/search/placement?page=1&search_type=title&placement=Carrie+Anne. Läst 27 februari 2021.
7. ↑  ”Listplacering”. https://www.bac-lac.gc.ca/eng/discover/films-videos-sound-recordings/rpm/Pages/image.aspx?Image=nlc008388.10085&URLjpg=http%3a%2f%2fwww.collectionscanada.gc.ca%2fobj%2f028020%2ff4%2fnlc008388.10085.gif&Ecopy=nlc008388.10085. Läst 27 februari 2021.
8. ↑  Official Charts: The Hollies
9. ↑  ”Listplacering”. http://dutchcharts.nl/showitem.asp?interpret=The+Hollies&titel=Carrie+Anne&cat=s. Läst 21 maj 2011.
10. ↑  ”Listplacering”. Arkiverad från originalet den 3 november 2012. https://web.archive.org/web/20121103192813/http://norwegiancharts.com/showitem.asp?interpret=The%20Hollies&titel=Carrie%20Anne&cat=s. Läst 21 maj 2011.
11. ↑  ”Listplacering”. Arkiverad från originalet den 10 augusti 2016. https://web.archive.org/web/20160810075038/http://www.flavourofnz.co.nz/index.php?qpageID=search%20listener&qartistid=413#n_view_location. Läst 20 mars 2021.
12. ↑  Hallberg, Eric (1993). Kvällstoppen i P3 (1:a uppl.). ISBN 91-630-2140-4
13. ↑  Hallberg, Eric (1998). Tio i topp - med de utslagna på försök 1961-74 (1:a uppl.). ISBN 91-972712-5-X
14. ↑  ”Listplacering”. https://www.billboard.com/music/the-hollies/chart-history. Läst 27 februari 2021.
15. ↑  ”Listplacering”. https://www.ultratop.be/fr/song/3d01/The-Hollies-Carrie-Anne. Läst 27 februari 2021.
16. ↑  ”Listplacering”. http://www.charts-surfer.de/. Läst 27 februari 2021.